# باتريك ديمرز
باتريك ديمرز هو مخرج كندي، ولد في 1969 في سانت أوستاش في كندا.

## وصلات خارجية
- باتريك ديمرز على موقع IMDb (الإنجليزية)
- باتريك ديمرز على موقع ألو سيني (الفرنسية)
- باتريك ديمرز على موقع أول موفي (الإنجليزية)
- باتريك ديمرز على موقع قاعدة بيانات الفيلم (الإنجليزية)
- باتريك ديمرز على موقع كينوبويسك (الروسية)